# Fuentesaúco
Fuentesaúco és un municipi de la província de Zamora, a la comunitat autònoma de Castella i Lleó. Limita amb Guarrate, Villamor de los Escuderos, Fuentelapeña, Villaescusa, Aldeanueva de Figueroa i Topas.

## Demografia
| 1991 | 1996 | 2001 | 2004 |
| ---- | ---- | ---- | ---- |
| 1994 | 1896 | 1852 | 1867 |